# Henniez
Henniez ([ɛˈɲi(ə)], toponimo francese) è un comune svizzero di 334 abitanti del Canton Vaud, nel distretto della Broye-Vully.

## Monumenti e luoghi d'interesse

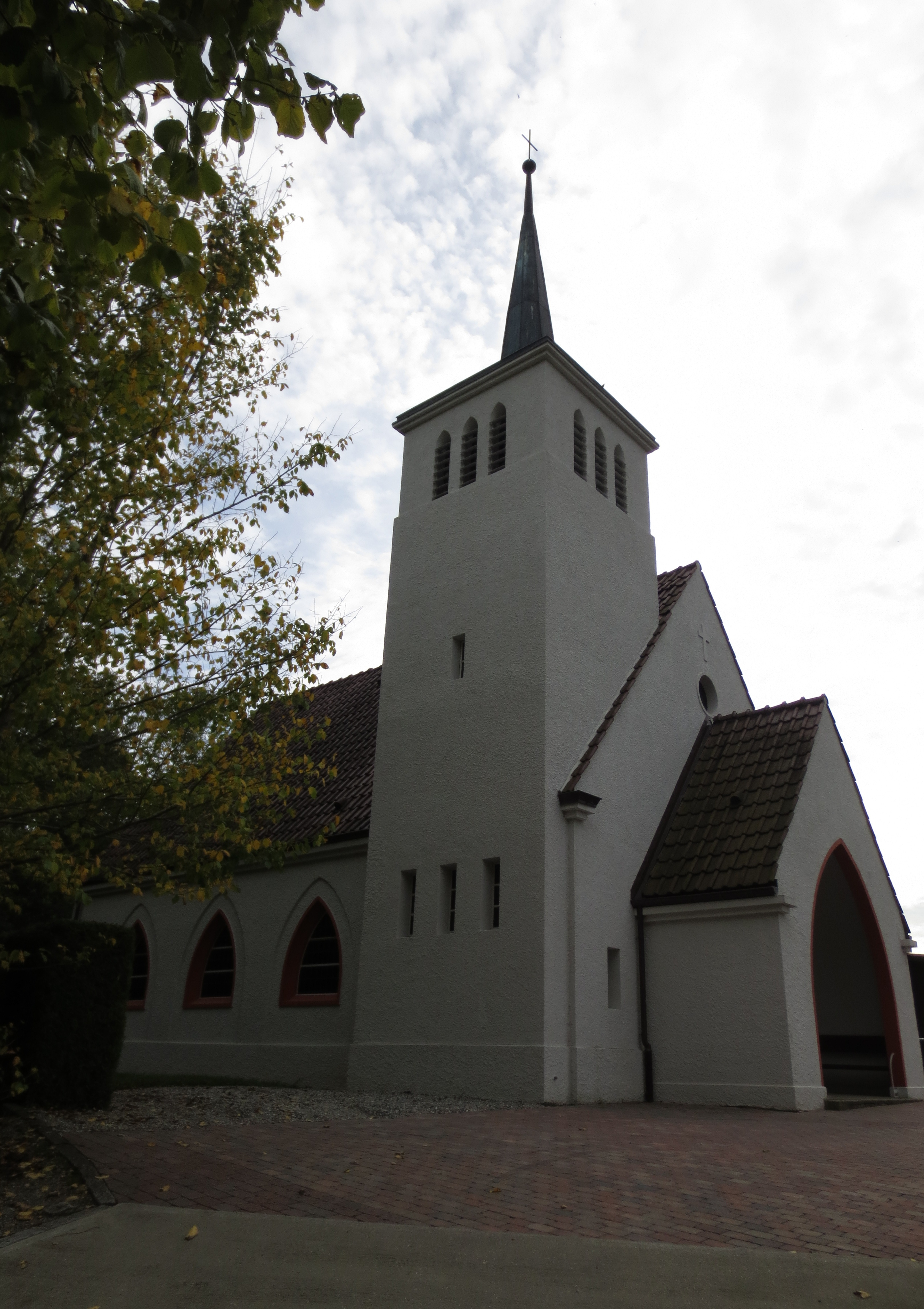
La cappella

- Cappella riformata, eretta nel 1938-1940[2].

## Società

### Evoluzione demografica
L'evoluzione demografica è riportata nella seguente tabella:
Abitanti censiti

## Amministrazione
Ogni famiglia originaria del luogo fa parte del cosiddetto comune patriziale e ha la responsabilità della manutenzione di ogni bene ricadente all'interno dei confini del comune.

## Infrastrutture e trasporti
Henniez è servito dall'omonima stazione, sulla ferrovia Palézieux-Lyss.